# Prescott—Russell—Cumberland
Pour les articles homonymes, voir Prescott et Russell.
Circonscription électorale fédérale du Canada
Glengarry—Prescott—Russell (précédemment connue sous le nom de Glengarry–Prescott) est une circonscription électorale fédérale en Ontario (Canada).

## Circonscription fédérale
La circonscription englobe la rive ontarienne de la rivière des Outaouais entre Ottawa et la frontière québécoise terrestre.
Les circonscriptions limitrophes sont Orléans, Nepean—Carleton, Stormont—Dundas—South Glengarry, Pontiac, Argenteuil—Papineau—Mirabel et Vaudreuil-Soulanges.
Elle possède une population de 97 660 dont 78 207 électeurs sur une superficie de 3 049 km2. La circonscription voit ses limites modifiées pour les élections de 2015, en raison de la croissance démographique de la banlieue d’Ottawa. La partie ouest du territoire de la circonscription comprenant Carlsbad Springs est retranchée et se trouve plutôt incluse dans la circonscription voisine d’Ottawa-Orléans. La population de la circonscription de Glengarry-Prescott-Russell passe ainsi à 106 240 habitants, soit la moyenne en Ontario.
L'actuel député fédéral est le libéral Francis Drouin élu le 19 octobre 2015. La circonscription avait été tenue pendant 22 ans (1984-2006) par l'honorable Don Boudria.

### Députés
La circonscription de Glengarry–Prescott a été créée en 1952 avec des parties de Glengarry et de Prescott. La circonscription adopta son nom actuel en 1970.
À la suite du découpage de la carte électorale de 2022, la circonscription sera renommée Prescott—Russell—Cumberland.
| Parlement                                         | Années       | Députés | Députés              | Parti                     |
| ------------------------------------------------- | ------------ | ------- | -------------------- | ------------------------- |
| Glengarry—Prescott issue de Glengarry et Prescott |              |         |                      |                           |
| 22e                                               | 1953–1957    |         | Raymond Bruneau (en) | Libéral                   |
| 23e                                               | 1957–1958    |         | Osie Villeneuve (en) | Progressiste-Conservateur |
| 24e                                               | 1958–1962    |         | Osie Villeneuve (en) | Progressiste-Conservateur |
| 25e                                               | 1962–1963    |         | Viateur Éthier       | Libéral                   |
| 26e                                               | 1963–1965    |         | Viateur Éthier       | Libéral                   |
| 27e                                               | 1965–1968    |         | Viateur Éthier       | Libéral                   |
| 28e                                               | 1968–1972    |         | Viateur Éthier       | Libéral                   |
| Glengarry—Prescott—Russell                        |              |         |                      |                           |
| 29e                                               | 1972–1974    |         | Denis Éthier         | Libéral                   |
| 30e                                               | 1974–1979    |         | Denis Éthier         | Libéral                   |
| 31e                                               | 1979–1980    |         | Denis Éthier         | Libéral                   |
| 32e                                               | 1980–1984    |         | Denis Éthier         | Libéral                   |
| 33e                                               | 1984–1988    |         | Don Boudria          | Libéral                   |
| 34e                                               | 1988–1993    |         | Don Boudria          | Libéral                   |
| 35e                                               | 1993–1997    |         | Don Boudria          | Libéral                   |
| 36e                                               | 1997–2000    |         | Don Boudria          | Libéral                   |
| 37e                                               | 2000–2004    |         | Don Boudria          | Libéral                   |
| 38e                                               | 2004–2006    |         | Don Boudria          | Libéral                   |
| 39e                                               | 2006–2008    |         | Pierre Lemieux       | Conservateur              |
| 40e                                               | 2008–2011    |         | Pierre Lemieux       | Conservateur              |
| 41e                                               | 2011–2015    |         | Pierre Lemieux       | Conservateur              |
| 42e                                               | 2015-2019    |         | Francis Drouin       | Libéral                   |
| 43e                                               | 2019–2021    |         | Francis Drouin       | Libéral                   |
| 44e                                               | 2021–Présent |         | Francis Drouin       | Libéral                   |
| Prescott—Russell—Cumberland                       |              |         |                      |                           |

### Résultats électoraux
|       | Candidat                  | Parti             | # de voix | % des voix |
|       | (x) Pierre Lemieux        | Conservateur      | +23 367,  | 36,41 %    |
|       | Francis Drouin            | Libéral           | +34 189,  | 53,28 %    |
|       | Normand Laurin            | NPD               | +05 087,  | 7,93 %     |
|       | Genevieve Malouin-Diraddo | Vert              | +01 153,  | 1,8 %      |
|       | Jean-Serge Brisson        | Parti libertarien | +00377,   | 0,59 %     |
| Total | Total                     | Total             | 64 173    | 100 %      |

|       | Candidat           | Parti        | # de voix | % des voix |
|       | (x) Pierre Lemieux | Conservateur | +28 174,  | 48,8 %     |
|       | Julie Bourgeois    | Libéral      | +17 705,  | 30,67 %    |
|       | Denis A. Séguin    | NPD          | +09 608,  | 16,64 %    |
|       | Sylvie Lemieux     | Vert         | +02 049,  | 3,55 %     |
|       | Jean-Serge Brisson | Libertarien  | +00194,   | 0,34 %     |
| Total | Total              | Total        | 57 730    | 100 %      |

|       | Candidat             | Parti        | # de voix | % des voix |
|       | (x) Pierre Lemieux   | Conservateur | +25 659,  | 47,31 %    |
|       | Dan Boudria          | Libéral      | +19 997,  | 36,87 %    |
|       | Jean-Sébastien Caron | NPD          | +05 674,  | 10,46 %    |
|       | Sylvie Lemieux       | Vert         | +02 908,  | 5,36 %     |
| Total | Total                | Total        | 54 238    | 100 %      |

|                         | Nom                     | Parti politique         | Voix   | %       | Majorité |
| ----------------------- | ----------------------- | ----------------------- | ------ | ------- | -------- |
|                         | Pierre Lemieux          | Conservateur            | 22 990 | 41,56 % | 203      |
|                         | René Berthiaume         | Libéral                 | 22 787 | 41,19 % |          |
|                         | Jo-Ann Fennessey        | NPD                     | 7 049  | 12,74 % |          |
|                         | Bonnie Jean-Louis       | Vert                    | 2 494  | 4,51 %  |          |
| Total des votes valides | Total des votes valides | Total des votes valides | 55 320 | 100 %   |          |

## Vote étudiant
Comme partout au Canada, le projet pédagogique « Vote étudiant » permet aux élèves d'écoles canadiennes de s'initier au processus électoral. En 2019 de nombreuses écoles de Glengarry—Prescott—Russell y ont pris part.

## Circonscription provinciale
Depuis les élections provinciales ontariennes du 4 octobre 2007, l'ensemble des circonscriptions provinciales et des circonscriptions fédérales sont identiques.